# Narubia Werreria
Narubia Werreria (18 de abril de 1987, Goiânia) é uma ativista ambiental indígena do Brasil. Atualmente cursa Direito na Universidade Federal do Tocantins.

## Vida pregressa
Werreria vem de uma família Karajá (Iny) no Tocantins, na Ilha do Bananal. Os Karajá são parte de um povo indígena que fica nos estados de Goiás, Tocantins, e Mato Grosso no vale do Rio Araguaia, e que têm mais de dois séculos de contato e convivência com as sociedades nacionais.
Ela pode traçar seu envolvimento no ativismo à influência de seu pai, João Werreria. João é um geógrafo e um líder Karajá influente que já trabalhou na Fundação Nacional do Índio(FUNAI). Quando nasceu Narubia, ele era Chefe da Casa dos Índios em Goiânia. Então, ele se tornou pastor da Igreja Adventista do Sétimo Dia (IASD) e eventualmente mudou sua família para a aldeia de Hãwalo.
Narubia e sua família viviam em um barco enquanto o pai visitava outras aldeias e prestava assistência médica e odontológica através da IASD. O trabalho de seu pai dentro das comunidades atraiu Narubia para os movimentos sociais.
Na sua aldeia, frequentava reuniões que pautavam educação. Até mesmo sua mãe, Lennymar, é uma ativa membra líder da comunidade, tendo atuado técnica em enfermagem e presidente da Associação de Mulheres Indígenas AHIMA. Mais tarde, Narubia ajudou a fundar uma associação de mulheres e se tornou secretária.

## Carreira como ativista
Werreria, hoje em dia uma estudante de Direito na Universidade Federal do Tocantins, acredita que os brasileiros devem conhecer seus direitos e não ter medo de lutar por eles.
Em 2014, depois que 8 jovens Iny - incluindo sua própria prima - se suicidaram, Werreria iniciou uma campanha contra a crescente crise. Ela escreveu uma petição chamada “Presidente do Brasil, Dilma Rousseff: Salvem os jovens Iny (Karajá e Javaé) do suicídio.” Além disso, para lidar com a questão do suicídio, ela desenvolveu um projeto junto a uma equipe multidisciplinar universitária para pesquisar sobre saúde mental entre os Iny.
No 2015, Werreria criticou os Jogos Mundiais dos Povos Indígenas (JMPI) por não incluir a maioria das etnias brasileiras, e por fazer privado o evento com dinheiro público. Ela acusou a cidade de Palmas de usar os jogos em benefício do prefeito e da própria cidade sem fazer nada pelos povos indígenas. Ela então pediu a criação de uma Comissão parlamentar de inquérito (CPI) para resolver essas preocupações. Durante os jogos, ela participou de protestos contra PEC 215, que demarcaria Terras Indígenas e Áreas Quilombolas, e denunciou a destruição de terras brasileiras pelo agronegócio.
Werreria também tem uma carreira artística; no campo das artes plásticas, ela pinta quadros em tinta acrílica e desenha. Em 2015, ela realizou uma exposição no Palácio Araguaia, na qual onze de suas telas e desenhos ficaram à disposição do público para visitação. Ela utiliza a "beleza de formas intuitivas e geométricas que são padrões encontrados no universo e na natureza".